# Náhradníci
Náhradníci (v anglickém originále Surrogates) je americký sci-fi film z roku 2009. Režisérem filmu je Jonathan Mostow. Hlavní role ve filmu ztvárnili Bruce Willis, Radha Mitchell, Rosamund Pike, Jack Noseworthy a James Cromwell.

## Obsazení
| Bruce Willis        | Tom Greer        |
| Radha Mitchell      | Jennifer Peters  |
| Rosamund Pike       | Maggie Greer     |
| Jack Noseworthy     | Miles Strickland |
| James Cromwell      | Lionel Canter    |
| Ving Rhames         | Prophet          |
| Boris Kodjoe        | Andrew Stone     |
| James Francis Ginty | Canter Surrogate |